# Котиково (село)
Ко́тиково (рос. Котиково) — село у складі Вяземського району Хабаровського краю, Росія. Адміністративний центр Котиковського сільського поселення.

## Населення
Населення — 564 особи (2010; 597 у 2002).
Національний склад (станом на 2002 рік):
- росіяни — 87 %